# عبد العزيز المشعان
عبد العزيز أحمد المشعان العنزي (19 أكتوبر 1988 -)، لاعب كرة قدم كويتي، يلعب حاليًا لصالح نادي الجهراء الكويتي في الدوري الكويتي الممتاز وهو شقيق المدرب الوطني محمد المشعان.

## بداياته
كانت بدايته مع نادي القادسية الكويتي في مرحلة الناشئين، وفي موسم 2006 / 2007 انتقل إلى نادي موسكرون البلجيكي، وكان قد عانى من مشكلة عندما انتقل إلى النادي البلجيكي، حيث أرسل الإتحاد البلجيكي لكرة القدم طلبا بالحصول على بطاقة اللاعب ولكن الإتحاد الكويتي لكرة القدم لم يرد مما أدى إلى تعطيل لعبه لمدة شهر وحسب القوانين الدولية يحق له اللعب بعد شهر، وقال عن تجربته الاحترافية بأنها ناجحة حيث تعلم كيفية الانضباط وتطبيق النظام بالإضافة إلى التنظيم الغذائي والاحتكاك مع فرق قوية، وكان ناديه يطبق مبدأ الثواب والعقاب، حيث إذا لم يؤد لاعب في مباراة أداء جيدا فإنه قد يستبعد من المباراة القادمة، وقال بأنه ترك النادي البلجيكي لأنه تعرض للظلم، حيث لم تصرف رواتبه في الثلاثة أشهر الأخيرة (أبريل ومايو ويونيو 2007).

## عودته إلى القادسية
وفي يوم 10 أغسطس 2007 أعلن نادي القادسية الكويتي أنه قد يضم اللاعب إلى صفوفه بمبلغ 250 ألف دولار أمريكي ، وفي يوم 21 أغسطس أعلن والد اللاعب أن هذا المبلغ قد وضع من قبل متعهد اللاعب.
وفي يوم 3 أكتوبر 2007 ضم نادي القادسية الكويتي اللاعب بعد مفاوضات من قبل الشيخ عذبي الفهد الصباح.
في شهر أكتوبر 2007 تعرض اللاعب لإصابة في الغضروف مما أبعده عن الملاعب حتى يوم 1 أبريل 2008 حيث عاد إلى التدرب مع الفريق مرة أخرى ، وقد قاد شباب نادي القادسية إلى تحقيق ثنائية الدوري والكأس في موسم 2007/2008.
في يوم 12 يونيو 2008 تم تداول خبر بأنه سيتم تصعيده إلى الفريق الأول في موسم 2008/2009 بعد تجاوزه سن العشرين سنة ، وفي يوم 19 يونيو 2008 أعلن محمد إبراهيم مدرب نادي القادسية الكويتي بأنه سيضمه إلى المعسكر السابق لموسم 2008/2009.
وفي يوم 16 ديسمبر 2008 حصل على المركز الثاني في استفتاء جريدة الوسط الكويتية لاختيار أفضل لاعب صاعد في الكويت في عام 2008 متخلفا عن عبد الله البريكي لاعب نادي السالمية.
وسجل أول هدف له مع نادي القادسية في يوم 5 يناير 2009 في مرمى نادي التضامن الكويتي في بطولة كأس الاتحاد الكويتي 2008/2009.
وفي يوم 18 مايو 2009 سجل الهدف السابع لفريقه في بطولة كأس الأمير 2008/2009 في مباراتهم الأولى أمام نادي الفحيحيل.
وقد تخلف عن المشاركة في المعسكر الإعدادي لموسم 2009/2010 ، وقد رفع الجهاز الإداري في نادي القادسية تقريرا لمجلس إدارة النادي حيث لا يرد على الاتصالات الهاتفية.

## المنتخب
وفي يوم 9 أغسطس 2007 أعلن فوزي إبراهيم مدرب منتخب الكويت لكرة القدم أنه قد يضم اللاعب إلى المنتخب ، وفي يوم 6 سبتمبر 2007 أعلن صالح زكريا مساعد مدرب منتخب الكويت لكرة القدم أن فكرة ضم اللاعب إلى المنتخب موجودة ، وفي يوم 24 سبتمبر 2007 قال صالح زكريا بأنه استبعد اللاعب بسبب مشاكله مع فريقه البلجيكي.
في 23 نوفمبر 2008 قال بأنه غير جاهز للعب مع المنتخب لأنه يجب أن يلعب مع نادي القادسية كأساسي ثم يطالب باللعب مع المنتخب.

## روابط خارجية
- عبد العزيز المشعان على موقع قاعدة بيانات كرة القدم.إي يو (الإنجليزية)
- عبد العزيز المشعان على موقع ناشيونال فوتبول تيمز (الإنجليزية)
- عبد العزيز المشعان على موقع Soccerway.com (الإنجليزية)
- عبد العزيز المشعان على موقع كووورة